# Eleição para Presidente da Assembleia da República Portuguesa de 2024
A eleição para Presidente da Assembleia da República de 2024, para a XVI Legislatura, decorreu nos dias 26 e 27 de março de 2024. Para que fosse eleito, eram necessários os votos de 116 dos 230 deputados.
A estas eleições concorreram José Pedro Aguiar-Branco, do Partido Social Democrata (PPD/PSD), Francisco Assis, do Partido Socialista (PS), Manuela Tender e Rui Paulo Sousa, ambos do Chega (CH).
Após um primeiro escrutínio que resultou na não eleição do candidato único, José Pedro Aguiar-Branco, candidataram-se para um segundo escrutínio, para além de Aguiar-Branco, Francisco Assis e Manuela Tender, não tendo nenhum candidato atingido a necessária maioria à primeira nem à segunda volta. Os trabalhos foram suspensos por esta altura, voltando o plenário a reunir no dia seguinte, dia 27 de março, para um terceiro escrutínio, de onde saiu vencedor José Pedro Aguiar-Branco, com 160 votos, contra Rui Paulo Sousa, após um entendimento entre as bancadas parlamentares do PPD/PSD e do PS.

## Processo de eleição
No início de cada legislatura, existe um breve período logo no começo da 1.ª sessão legislativa, em que não existe Presidente da Assembleia da República. Uma vez que, e de acordo com a Constituição, o seu mandato termina no início da nova legislatura e não com a tomada de posse do novo Presidente. Resulta que a praxe parlamentar, que tem força de norma, tem sido a de o líder do partido com o maior número de deputados eleitos convidar a presidir em exercício de funções o antigo Presidente da Assembleia da República, caso este seja deputado eleito. De contrário segue precedências, um dos anteriores vice-presidentes, o deputado mais antigo, o deputado mais velho. A relevância desta situação é pouco significativa, sendo mais uma curiosidade, uma vez que a primeira e única função do Presidente em exercício é promover a eleição e conferir posse ao novo Presidente.
Para se ser eleito Presidente da Assembleia da República Portuguesa, uma candidatura deve ser subscritas por um mínimo de um décimo e um máximo de um quinto do número de deputados e obter maioria absoluta dos votos dos deputados em efetividade de funções. Se tal não acontecer, uma segunda volta é realizada com as duas candidaturas mais votadas. Se nenhuma candidatura obtiver a maioria absoluta dos votos, o processo é reaberto.

## Contexto
Após a vitória da Aliança Democrática nas eleições legislativas de 10 de março de 2024 e, sobretudo, após a não reeleição do presidente da Assembleia da República Augusto Santos Silva pelo círculo eleitoral de Fora da Europa, que se começou a especular sobre a eleição de um presidente da Assembleia da República social-democrata, o primeiro desde Assunção Esteves. O nome de José Pedro Aguiar-Branco, ex-deputado e antigo ministro da Justiça e da Defesa, começou a ser apontado logo em janeiro, tendo sido confirmado a 25 de março.
A primeira sessão, de acordo com o Regimento, foi presidida pelo deputado António Filipe, do Partido Comunista Português, por ser o deputado mais antigo.
A eleição de Aguiar-Branco, apesar de contar com o apoio inicial do Chega — em troca da eleição de um dos vice-presidentes indicado por este partido —, acabou por não se concretizar logo à primeira votação, devido ao recuo dado pelo Presidente do Chega, André Ventura, em resposta à negação por parte de dirigente da Aliança Democrática, como Nuno Melo e Paulo Rangel, de um entendimento entre os dois partidos.
A surpreendente não eleição à primeira votação fez com que fosse necessária a realização de mais votações. Apesar da inicial retirada da candidatura, Aguiar-Branco voltou a apresentar-se, com o PS e o Chega a também apresentarem candidatos: Francisco Assis pelo primeiro e Manuela Tender pelo segundo. Como nenhuma das candidaturas foi eleita, passaram a uma segunda volta as duas mais votadas (Aguiar-Branco e Francisco Assis), que também não conseguiram reunir o número necessário de votos (116) para vencerem a eleição.
O impasse acabou por ser resolvido no final da manhã do dia 27 de março, após uma reunião entre o PPD/PSD e o PS, que decidiu dividir a Presidência da Assembleia da República entre os dois partidos, com Aguiar-Branco a ocupar o cargo durante dois anos e um nome indicado pelo PS a ocupar os restantes dois, em prática semelhante à do Parlamento Europeu. Em simultâneo, a bancada parlamentar do Chega apresentou uma nova candidatura, a de Rui Paulo Sousa.
Na tarde de dia 27, José Pedro Aguiar-Branco acabou eleito com 160 votos, contra 50 de Rui Paulo Sousa, tendo o agora eleito Presidente da Assembleia da República feito o seu primeiro discurso a prometer uma presidência com "exigência de imparcialidade, equidistância, rigor", e lançado o desafio às bancadas parlamentares para se repensar o Regimento sobre a eleição da mesa. O discurso foi seguido pelas intervenções dos grupos parlamentares e pela eleição dos vice-presidentes da Assembleia da República.

## Candidaturas
| Candidato (nome e idade)      | Candidato (nome e idade) | Candidato (nome e idade) | Histórico político | Ref.   |
| ----------------------------- | ------------------------ | ------------------------ | --- | ------ |
| José Pedro Aguiar-Branco (66) | José Pedro Aguiar-Branco |                          | Ministro da Defesa Nacional (2011–2015) Deputado à Assembleia da República (2005–2019) Líder do grupo parlamentar do Partido Social Democrata (2009–2010) Presidente da Assembleia Municipal do Porto (2005–2009) Ministro da Justiça (2004–2005) | [ 22 ] |
| Rui Paulo Sousa (56)          |                          |                          | Vice-Presidente da Bancada Parlamentar do CHEGA (2022–presente) Deputado à Assembleia da República (2022–presente) Secretário-Geral do CHEGA (2020–presente)                                                                                      |        |

### Candidaturas falhadas
| Candidato (nome e idade) | Candidato (nome e idade) | Candidato (nome e idade) | Histórico político | Ref.  |
| ------------------------ | ------------------------ | ------------------------ | --- | ----- |
| Manuela Tender (59)      | Manuela Tender           |                          | Vereadora da Câmara Municipal de Chaves (2017–2021) Deputada à Assembleia da República (2011–2019) Deputada à Assembleia Municipal de Chaves (2009–2017)                                                                                       | [ 1 ] |
| Francisco Assis (59)     | Francisco Assis          |                          | Deputado ao Parlamento Europeu (2004–2009; 2014–2019) Deputado à Assembleia da República (1995–2002; 2009–2013) Líder do grupo parlamentar do Partido Socialista (1997–2002; 2009–2011) Presidente da Câmara Municipal de Amarante (1990–1995) | [ 1 ] |

## Resultados
| Candidato                | Grupo(s) parlamentar(es) | Grupo(s) parlamentar(es)       | 1.ª Votação | 1.ª Votação     | 2.ª Votação (1.ª volta) | 2.ª Votação (1.ª volta) | .2ª Votação (2.ª volta) | .2ª Votação (2.ª volta) | 3.ª Votação | 3.ª Votação     |
| Candidato                | Grupo(s) parlamentar(es) | Grupo(s) parlamentar(es)       | Votos       | %               | Votos                   | %                       | Votos                   | %                       | Votos       | %               |
| ------------------------ | ------------------------ | ------------------------------ | ----------- | --------------- | ----------------------- | ----------------------- | ----------------------- | ----------------------- | ----------- | --------------- |
| José Pedro Aguiar-Branco |                          | PSD, CDS, IL (1ª e 2ª votação) | 89          | 38,70 / 100,00  | 88                      | 38,43 / 100,00          | 88                      | 38,26 / 100,00          | 160         | 70,18 / 100,00  |
| Francisco Assis          |                          | PS, BE, L                      |             |                 | 90                      | 39,30 / 100,00          | 90                      | 39,13 / 100,00          |             |                 |
| Manuela Tender           |                          | CH                             |             |                 | 49                      | 21,40 / 100,00          |                         |                         |             |                 |
| Rui Paulo Sousa          |                          | CH                             |             |                 |                         |                         |                         |                         | 50          | 21,93 / 100,00  |
| Votos inválidos          | Votos inválidos          | Votos inválidos                | 141         | 61,30 / 100,00  | 2                       | 0,87 / 100,00           | 52                      | 22,61 / 100,00          | 18          | 7,89 / 100,00   |
| Total                    | Total                    | Total                          | 230         | 100,00 / 100,00 | 229                     | 100,00 / 100,00         | 230                     | 100,00 / 100,00         | 228         | 100,00 / 100,00 |
| Eleitorado/Participação  | Eleitorado/Participação  | Eleitorado/Participação        | 230         | 100,00 / 100,00 | 230                     | 99,57 / 100,00          | 230                     | 100,00 / 100,00         | 230         | 99,13 / 100,00  |
| Votos necessários        | Votos necessários        | Votos necessários              | 116         |                 | 116                     |                         | 116                     |                         | 116         |                 |